# Dicranota megaplagiata
Dicranota megaplagiata är en tvåvingeart som beskrevs av Alexander 1933. Dicranota megaplagiata ingår i släktet Dicranota och familjen hårögonharkrankar. Inga underarter finns listade i Catalogue of Life.